# Jeff Carter
Jeff Carter (ur. 1 stycznia 1985 w London, Ontario) – kanadyjski hokeista, reprezentant Kanady, olimpijczyk.

## Kariera klubowa
- Elgin Middlesex Chi. Mn Mdgt AAA (1999-2000)
- Strathroy Rockets (2000-2001)
- Sault Ste. Marie Greyhounds (2001-2005)
- Philadelphia Phantoms (2004, 2005)
- Philadelphia Flyers (2005-2011)
- Columbus Blue Jackets (2011-2012)
- Los Angeles Kings (od 2012)

Jest wychowankiem klubu North London MHA. Przez cztery sezony grał w kanadyjskiej juniorskiej lidze OHL w ramach CHL, poza tym epizodycznie w lidze amerykańskiej AHL dwukrotnie w fazie play-off. W drafcie NHL z 2003 został wybrany przez Philadelphia Flyers i był zawodnikiem tego klubu w NHL od 2005 przez sześć sezonów. W listopadzie 2010 przedłużył pierwotnie z klubem Flyers kontrakt o 11 lat, jednak w czerwcu 2011 trafił do klubu Columbus Blue Jackets i był krótkotrwale jego graczem. Od lutego 2012 zawodnik Los Angeles Kings.

## Kariera reprezentacyjna
Jest reprezentantem Kanady. W kadrach juniorskich zagrał w turniejach mistrzostw świata do lat 17 w 2002, mistrzostw świata juniorów do lat 18 w 2003, mistrzostw świata juniorów do lat 20 w 2004, 2005. W kadrze seniorskiej uczestniczył w turniejach mistrzostw świata w 2006 oraz zimowych igrzysk olimpijskich 2014.

## Sukcesy

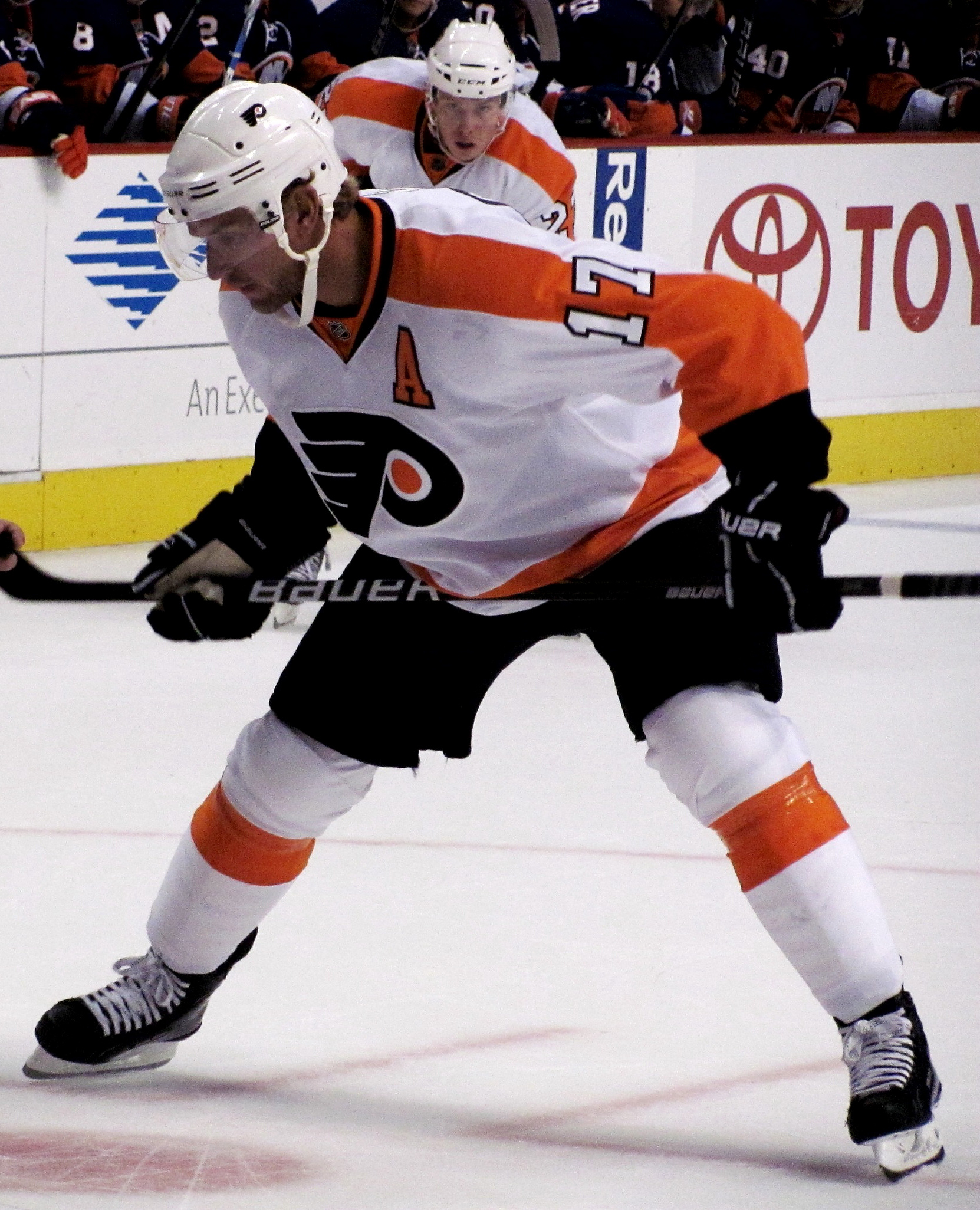
Jeff Carter w barwach Philadelphia Flyers (2010)

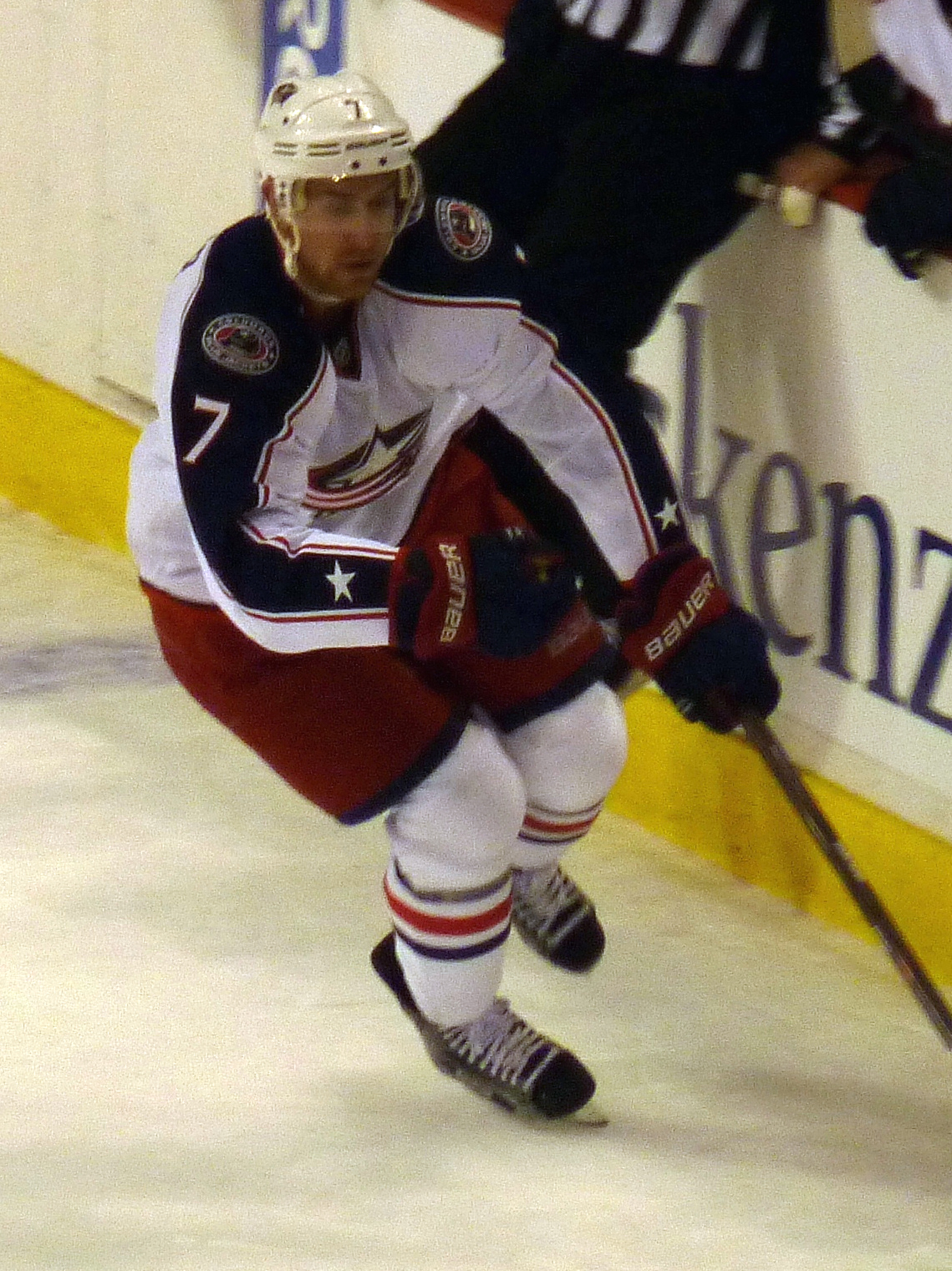
Jeff Carter w barwach Columbus Blue Jackets (2011)

Reprezentacyjne
- Brązowy medal mistrzostw świata juniorów do lat 17: 2002
- Złoty medal mistrzostw świata juniorów do lat 18: 2003
- Srebrny medal mistrzostw świata juniorów do lat 20: 2004
- Złoty medal mistrzostw świata juniorów do lat 20: 2005
- Złoty medal zimowych igrzysk olimpijskich: 2014

Klubowe
- Puchar Caldera - mistrzostwo AHL: 2005 z Philadelphia Phantoms
- Mistrzostwo dywizji NHL: 2011 z Philadelphia Flyers
- Mistrzostwo konferencji NHL: 2010 z Philadelphia Flyers, 2012 z Los Angeles Kings
- Prince of Wales Trophy: 2010 z Philadelphia Flyers
- Clarence S. Campbell Bowl: 2012 z Los Angeles Kings
- Puchar Stanleya – mistrzostwo NHL: 2012, 2014 z Los Angeles Kings

Indywidualne
- Sezon CHL 2002/2003:
  - CHL Top Prospects Game
- Sezon OHL 2003/2004:
  - Drugi skład gwiazd OHL
- Mistrzostwa świata juniorów do lat 20 w 2004:
  - Skład gwiazd turnieju
- Sezon OHL i CHL 2004/2005:
  - Pierwszy skład gwiazd OHL
  - William Hanley Trophy - najbardziej uczciwy zawodnik OHL
  - Pierwszy skład gwiazd CHL
  - Sportowiec roku CHL
- Mistrzostwa świata juniorów do lat 20 w 2005:
  - Pierwsze miejsce w klasyfikacji strzelców turnieju: 7 goli
  - Skład gwiazd turnieju
- Sezon NHL (2008/2009):
  - NHL All-Star Game
  - Pierwsze miejsce w klasyfikacji liczby zwycięskich goli meczowych w sezonie zasadniczym: 12 goli
- Sezon NHL (2011/2012):
  - Pierwsze miejsce w klasyfikacji strzelców w fazie play-off: 8 goli
  - Zdobywca przesądzającego gola w ostatnim meczu finałowym o Puchar Stanleya
- Sezon NHL (2012/2013):
  - Czwarte miejsce w klasyfikacji strzelców w sezonie zasadniczym: 26 goli
- Hokej na lodzie na Zimowych Igrzyskach Olimpijskich 2014 – turniej mężczyzn:
  - Trzecie miejsce w klasyfikacji +/- turnieju: +6
- Występ w Meczu Gwiazd NHL w sezonie  2016-2017